# 光紹
光紹（こうしょう）は、ベトナム後黎朝の昭宗が使用した元号。1516年旧4月27日 - 1522年旧7月。

## 西暦・干支・他元号との対照表
| 光紹      | 元年              | 2年     | 3年      | 4年              | 5年     | 6年     | 7年    |
| 西暦      | 1516年            | 1517年  | 1518年   | 1519年           | 1520年  | 1521年  | 1522年 |
| 干支      | 丙子              | 丁丑    | 戊寅     | 己卯             | 庚辰    | 辛巳    | 壬午   |
| 陳暠 陳㫒 | 天応元年 宣和元年 | 宣和2年 | 宣和3年  | 宣和4年          | 宣和5年 | 宣和6年 | -      |
| 黎榜 黎槱 | -                 | -       | 大徳元年 | 大徳2年 天憲元年 | -       | -       | -      |